# Walentina Wladimirowna Jakschina
Walentina Wladimirowna Jakschina (russisch Валентина Владимировна Якшина, wiss. Transliteration Valentina Vladimirovna Jakšina; * 6. Februar 1976 in Sankt Petersburg) ist eine ehemalige russische Eisschnellläuferin.

## Werdegang
Jakschina kam bei den Juniorenweltmeisterschaften 1994 in Berlin auf den 18. Platz im Mini-Mehrkampf und nahm in der Saison 1998/99 in Innsbruck erstmals am Eisschnelllauf-Weltcup teil, wobei sie jeweils in der B-Gruppe den vierten Platz über 1500 m und den dritten Platz über 3000 m errang. Bei den Einzelstreckenweltmeisterschaften 1999 in Heerenveen lief sie auf den 21. Platz über 3000 m. In der Saison 2001/02 erreichte sie in Den Haag mit dem siebten Platz über 5000 m ihr bestes Resultat im Weltcup und kam bei der Mehrkampfweltmeisterschaft 2002 in Heerenveen auf den 15. Platz im Kleinen Vierkampf. Zudem wurde sie bei der Mehrkampfeuropameisterschaft 2002 in Erfurt Neunte im Kleinen Vierkampf und belegte beim Saisonhöhepunkt, den Olympischen Winterspielen 2002 in Salt Lake City, den 18. Platz über 1500 m, den 17. Rang über 3000 m und den 11. Platz über 5000 m. Im folgenden Jahr errang sie bei der Mehrkampfeuropameisterschaft in Heerenveen erneut den neunten Platz im Kleinen Vierkampf und bei den Einzelstreckenweltmeisterschaften in Berlin den 14. Platz über 5000 m sowie den 12. Rang über 3000 m. In der Saison 2003/04 kam sie im Weltcup dreimal unter den ersten zehn und erreichte mit dem zehnten Platz in der Weltcupwertung über 3000/5000 m ihr bestes Gesamtergebnis. Dabei wiederholte sie in Heerenveen mit dem siebten Platz über 5000 m ihr bestes Einzelergebnis im Weltcup. Bei den Einzelstreckenweltmeisterschaften 2004 in Seoul wurde sie Neunte über 3000 m und Fünfte über 5000 m. In der Saison 2005/06 absolvierte sie in Turin ihren letzten Weltcup, welchen sie auf dem 16. Platz über 3000 m beendete und belegte dort bei den Olympischen Winterspielen 2006 den 25. Platz über 1500 m sowie den 24. Rang über 3000 m.

## Erfolge

### Olympische Spiele
- 2002 Salt Lake City: 11. Platz 5000 m, 17. Platz 3000 m, 18. Platz 1500 m
- 2006 Turin: 24. Platz 3000 m, 25. Platz 1500 m

### Einzelstrecken-Weltmeisterschaften
- 1999 Heerenveen: 21. Platz 3000 m
- 2003 Berlin: 12. Platz 3000 m, 14. Platz 5000 m
- 2004 Seoul: 5. Platz 5000 m, 9. Platz 3000 m

### Mehrkampf-Weltmeisterschaften
- 2002 Heerenveen: 15. Platz Kleiner Vierkampf

### Europameisterschaften
- 2002 Erfurt: 9. Platz Kleiner Vierkampf
- 2003 Heerenveen: 9. Platz Kleiner Vierkampf

## Persönliche Bestzeiten
| Disziplin | Zeit        | Datum             | Ort            |
| --------- | ----------- | ----------------- | -------------- |
| 500 m     | 41,11 s     | 20. November 2005 | Salt Lake City |
| 1000 m    | 1:19,51 min | 6. November 2005  | Calgary        |
| 1500 m    | 1:58,56 min | 20. November 2005 | Salt Lake City |
| 3000 m    | 4:07,52 min | 5. November 2005  | Calgary        |
| 5000 m    | 7:08,42 min | 9. Februar 2002   | Salt Lake City |